# Nichałoj
Nichałoj (ros. Нихалой) – wieś w Rosji, w Czeczenii, w rejonie szatojskim. W 2010 liczyła 443 mieszkańców.